# Begraafplaats van Mont-Saint-Éloi
De Begraafplaats van Mont-Saint-Éloi is een gemeentelijke begraafplaats in de Franse gemeente Mont-Saint-Éloi. De begraafplaats ligt aan de zuidelijke dorpsrand, vlak bij de ruïnes van de abdij van Mont-Saint-Éloi.
Op de begraafplaats bevinden zich een aantal Franse oorlogsgraven.

## Britse oorlogsgraven
Op de begraafplaats bevindt zich een Brits militair perkje met gesneuvelden uit de Tweede Wereldoorlog. Het telt vijf graven, waarvan een graf niet is geïdentificeerd. De graven worden onderhouden door de Commonwealth War Graves Commission. In de CWGC-registers is de begraafplaats opgenomen als Mont-St. Eloi Communal Cemetery.